# Савиньо
Са́вио Море́йра де Оливе́йра (порт.-браз. Sávio Moreira de Oliveira; родился 10 апреля 2004, Дуки-ди-Кашиас), более известный как Сави́ньо (порт.-браз. Savinho) — бразильский футболист, вингер клуба «Манчестер Сити» и сборной Бразилии.

## Клубная карьера
Воспитанник футбольной академии «Атлетико Минейро», Савиньо подписал свой первый профессиональный контракт в июне 2020 года с опцией выкупа в размере 60 миллионов евро.
19 сентября 2020 года Савиньо дебютировал в основном составе «Атлетико Минейро» в матче бразильской Серии A против «Атлетико Гоияниенсе». В возрасте 16 лет и 5 месяцев он стал самым молодым футболистом в розыгрыше бразильской Серии A сезона 2020 года, побив рекорд, установленный Матеусом Насименту за две недели до этого. Также он стал самым молодым игроком «Атлетико Минейро» в чемпионатах Бразилии.
22 июля 2022 года перешёл на правах аренды в нидерландский ПСВ. 6 августа дебютировал за ПСВ в матче Эредивизи против «Эммена», выйдя на замену вместо Люка де Йонга

## Карьера в сборной
В ноябре и декабре 2019 года в составе сборной Бразилии до 15 лет сыграл на чемпионате Южной Америки, который прошёл в Парагвае, забив 4 гола. Бразильцы стали чемпионами турнира.

## Статистика

### Клубная карьера
| Выступление      | Выступление      | Выступление      | Чемпионат | Чемпионат | Кубки | Кубки | Международные | Международные | Прочие | Прочие | Итого | Итого |
| Клуб             | Лига             | Сезон            | Игры      | Голы      | Игры  | Голы  | Игры          | Голы          | Игры   | Голы   | Игры  | Голы  |
| ---------------- | ---------------- | ---------------- | --------- | --------- | ----- | ----- | ------------- | ------------- | ------ | ------ | ----- | ----- |
| Атлетико Минейро | Серия A          | 2020             | 8         | 0         | 0     | 0     | 0             | 0             | 0      | 0      | 8     | 0     |
| Атлетико Минейро | Серия A          | 2021             | 4         | 0         | 2     | 0     | 0             | 0             | 7      | 0      | 13    | 0     |
| Атлетико Минейро | Серия A          | 2022             | 8         | 1         | 2     | 0     | 2             | 1             | 2      | 0      | 14    | 2     |
| Атлетико Минейро | Итого            | Итого            | 20        | 1         | 4     | 0     | 2             | 1             | 9      | 0      | 35    | 2     |
| → ПСВ            | Эредивизи        | 2022/23          | 6         | 0         | 0     | 0     | 2             | 0             | 0      | 0      | 8     | 0     |
| → ПСВ            | Итого            | Итого            | 6         | 0         | 0     | 0     | 2             | 0             | 0      | 0      | 8     | 0     |
| → Жирона         | Примера          | 2023/24          | 37        | 9         | 4     | 2     | 0             | 0             | 0      | 0      | 41    | 11    |
| → Жирона         | Итого            | Итого            | 37        | 9         | 4     | 2     | 0             | 0             | 0      | 0      | 41    | 11    |
| Манчестер Сити   | Премьер-лига     | 2024/25          | 29        | 1         | 7     | 0     | 12            | 2             | 0      | 0      | 48    | 3     |
| Манчестер Сити   | Итого            | Итого            | 29        | 1         | 7     | 0     | 12            | 2             | 0      | 0      | 48    | 3     |
| Всего за карьеру | Всего за карьеру | Всего за карьеру | 92        | 11        | 15    | 2     | 16            | 3             | 9      | 0      | 132   | 16    |

### Матчи за сборную
| Матчи и голы Савиньо за сборную Бразилии | Матчи и голы Савиньо за сборную Бразилии | Матчи и голы Савиньо за сборную Бразилии | Матчи и голы Савиньо за сборную Бразилии | Матчи и голы Савиньо за сборную Бразилии | Матчи и голы Савиньо за сборную Бразилии | Матчи и голы Савиньо за сборную Бразилии |
| №                                        | Дата                                     | Оппонент                                 | Счёт                                     | Голы                                     | Турнир                                   |                                          |
| ---------------------------------------- | ---------------------------------------- | ---------------------------------------- | ---------------------------------------- | ---------------------------------------- | ---------------------------------------- | ---------------------------------------- |
| 1                                        | 23 марта 2024                            | Англия                                   | 1:0                                      | —                                        | Товарищеский матч                        |                                          |
| 2                                        | 8 июня 2024                              | Мексика                                  | 3:2                                      | —                                        | Товарищеский матч                        |                                          |
| 3                                        | 12 июня 2024                             | США                                      | 1:1                                      | —                                        | Товарищеский матч                        |                                          |
| 4                                        | 24 июня 2024                             | Коста-Рика                               | 0:0                                      | —                                        | Кубок Америки 2024. Групповой этап       |                                          |
| 5                                        | 28 июня 2024                             | Парагвай                                 | 4:1                                      | 1                                        | Кубок Америки 2024. Групповой этап       |                                          |
| 6                                        | 2 июля 2024                              | Колумбия                                 | 1:1                                      | —                                        | Кубок Америки 2024. Групповой этап       |                                          |
| 7                                        | 6 июля 2024                              | Уругвай                                  | 0:0 (п. 2:4)                             | —                                        | Кубок Америки 2024. 1/4 финала           |                                          |

Итого: 7 матчей / 1 гол, 3 победы, 3 ничьи, 1 поражение.

## Достижения

### Командные
«Атлетико Минейро»
- Чемпион Бразилии: 2021
- Обладатель Кубка Бразилии: 2021
- Чемпион штата Минас-Жерайс (3): 2020, 2021, 2022
- Обладатель Суперкубка Бразилии: 2022

ПСВ
- Обладатель Кубка Нидерландов: 2022/23
- Обладатель Суперкубка Нидерландов: 2022

«Манчестер Сити»
- Обладатель Суперкубка Англии: 2024

Сборная Бразилии (до 15 лет)
- Победитель юношеского чемпионата Южной Америки (до 15 лет): 2019

Сборная Бразилии (до 20 лет)
- Победитель молодёжного чемпионата Южной Америки: 2023

### Личные
- Молодой игрок месяца в Ла Лиге: январь 2024[7]
- Вошёл в символическую сборную Ла Лиги: 2023/24[8]